# دينه شور
دينه شور (Dinah Shore) (وُلدت فرانسيس روز شور (Frances Rose Shore)؛ 29 من فبراير 1916م - 24 من فبراير 1994م) هي مغنية وممثلة ومذيعة تلفزيونية أمريكية مشهورة. وصلت دينه إلى قمة شهرتها كمغنية في فترة بيغ باند (Big Band)، في أربيعينيات وخمسينيات القرن الماضي. ولكن زادت شهرتها في العقد التالي، في التليفزيون، حيث قدمت العديد من البرامج، أهمها سلسلة البرامج المنوعة التي قدمتها لشركة شيفروليه (Chevrolet).
على الرغم من فشل شور في اختبارات فرق بيني غودمان (Benny Goodman)، وجيمي دورسي (Jimmy Dorsey) وشقيقه تومي دورسي (Tommy Dorsey) الغنائية، فقد استطاعت تحقيق نجاح مذهل بمفردها، وأصبحت أول مغنية في تلك الفترة تحقق مثل ذلك النجاح كمغنية منفردة. وخلال مشوارها الفني، قدمت شور ما يقارب من 80 أغنية مشهورة، في فترة ما بين أربعينيات القرن العشرين الميلادي إلى نهاية الخمسينيات. كما شاركت شور في العديد من الأفلام، ثم انتقلت إلى مجال تقديم البرامج التليفزيونية، حيث عملت كمقدمة برامج في مشوار استمر حوالي 40 عامًا، قدمت خلالها العديد من البرامج الغنائية وبرامج المنوعات في فترة الخمسينيات والستينيات، هذا بالإضافة إلى تقديمها برنامجين حواريين في فترة السبعينيات. صنفتها مجلة تي في جايد (TV Guide) في المركز الـسادس عشر في قائمة أفضل 50 نجمًا تليفزيونيًا على الإطلاق (list of the top fifty television stars of all time). عادةً ما يتم ربط دينه، وأسلوبها، بكلٍ من دوريس داي وباتي بيدج (Patti Page)، اللتين تبعتاها في نهاية الأربعينيات وبداية الخمسينيات.

## وصلات خارجية
- دينه شور على موقع IMDb (الإنجليزية)
- دينه شور على موقع الموسوعة البريطانية (الإنجليزية)
- دينه شور على موقع روتن توميتوز (الإنجليزية)
- دينه شور على موقع ألو سيني (الفرنسية)
- دينه شور على موقع ميوزك برينز (الإنجليزية)
- دينه شور على موقع أول موفي (الإنجليزية)
- دينه شور على موقع قاعدة بيانات الأفلام السويدية (السويدية)
- دينه شور على موقع إن إن دي بي (الإنجليزية)
- دينه شور على موقع أول ميوزيك (الإنجليزية)
- دينه شور على موقع ديسكوغز (الإنجليزية)
- Dinah Shore biography on museum.tv
- Dinah Shore biography on "Solid!"
- Dinah Shore Fan Club
- FBI file on Dinah Shore